# Zevenbansche Boezem

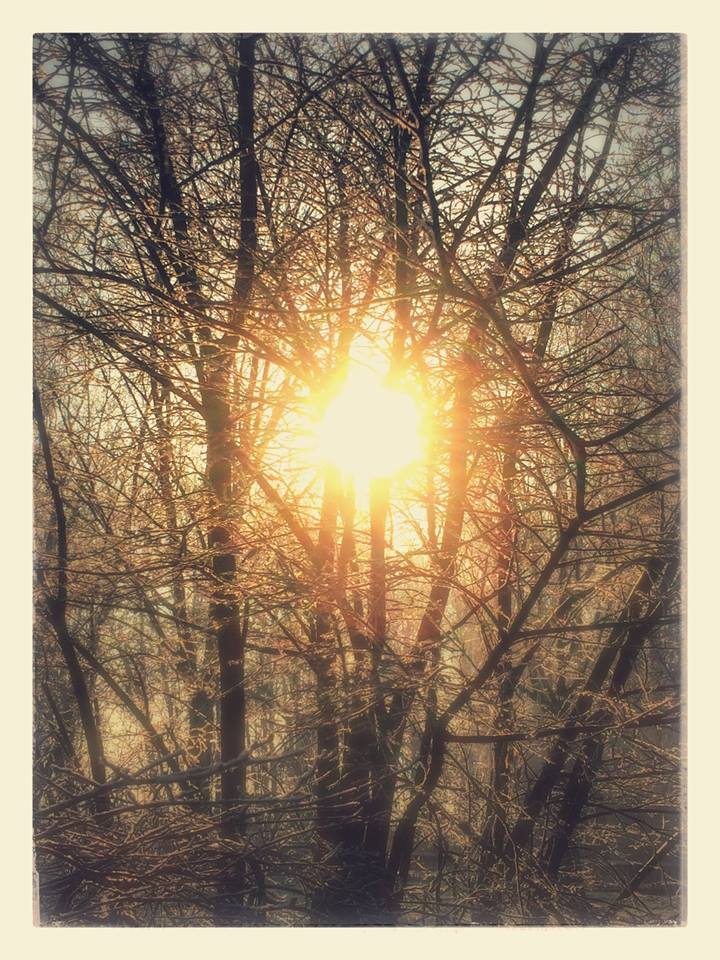
Zevenbansche Boezem, Winterzon

De Zevenbansche Boezem is een boezem in het Land van Heusden en Altena (nabij Sleeuwijk), die gebruikt wordt om overtollig polderwater op te slaan. Het water van de boezem werd voorheen via de (nu verdwenen) Zevenbansche Molen uitgeslagen op de Uppelsche Gantel. Na de ruilverkaveling verloor de boezem voor een deel zijn functie. Het water van de boezem wordt sindsdien via een kanaal afgevoerd naar het Gemaal Altena. 
De Zevenbansche Boezem is een vochtig bosgebied dat vooral bestaat uit populieren. In 2012 is de Zevenbansche Boezem ingericht als ecologische verbindingszone, zodat planten en dieren zich van het ene naar het andere natuurgebied kunnen verplaatsen. Er zijn natuurvriendelijke oevers gerealiseerd, waar onder andere de ijsvogel dankbaar gebruik van maakt. Ook is een deel van het bos gekapt, zodat andere boomsoorten de kans krijgen om te groeien. Hierdoor ontstaat een grotere variatie aan soorten. Binnen het boezemgebied bevinden zich enkele kazematten, die bewoond worden door vleermuizen. Ook is één kazemat ingericht als vogelobservatiehut. Door het gebied loopt een langeafstandswandelpad (het Waterliniepad) dat uitkomt op het Landgoed Kraaiveld.